# Providence Park
Providence Park (w przeszłości Jeld-Wen Field; PGE Park; Civic Stadium; oryginalnie Multnomah Stadium) – amerykański stadion sportowy w Goose Hollow, na przedmieściach Portland. Zbudowany został w 1926 roku, a generalna modernizacja obiektu miała miejsce w roku 2001, wtedy to też miała miejsce sprzedaż praw do nazwy stadionu na PGE Park, po zawarciu umowy z Portland General Electric (PGE). Kolejna zmiana nazwy nastąpiła w 2011 roku, kiedy to prawa został sprzedane firmie Jeld-Wen.